# Carl von Hoff
Carl von Hoff (* 18. Juni 1894 in Breitenbach (Bebra); † 25. März 1969 in Essen) war ein deutscher Entwickler.

## Leben
Carl von Hoff war der Sohn des Breitenbacher Gutsbesitzers K. von Hoff. Er trat im Juli 1912 als Seekadett in die Kaiserliche Marine ein und diente nach Ausbruch des Ersten Weltkrieges auf der Kaiser Karl der Große. Nachfolgend diente er bis Juli 1916 als Leutnant zur See auf der Posen und absolvierte danach eine zweimonatige Ausbildung auf der U-Boots-Schule. Er diente bis Januar 1917 als Wachoffizier auf  U 9, einem Schulboot in Wilhelmshaven. Bis Januar 1918 diente er dann als Wachoffizier auf UB 62, wo am 25. Dezember 1917 seine Beförderung zum Oberleutnant zur See erfolgte. Bis Kriegsende diente er dann noch als Wachoffizier auf UB 94 und UB 146. Er schied am 31. Dezember 1919 aus der Marine aus und wandte sich dem Bergbau zu.
Ab dem 6. April 1959 fuhr er zwei Jahre unter Tage, um dann im Verein für bergbauliche Interessen in Essen in der Hauptstelle für das Grubenrettungswesen zu arbeiten. Dabei befasste er sich mit der technischen Entwicklung neuer Gasschutzgeräte.
Bereits 1924 hatten die Kumpel daher sicher arbeitende Sauerstoff-Kreislaufgeräte zur Verfügung – wichtig für die Bergleute, die oftmals unter Tage giftigen Gasen ausgesetzt waren. Auch der zu jener Zeit entwickelte Kohlendioxid-Filter-Selbstretter erlangte Bedeutung. Von Hoff half zudem, die Grubenrettungsstelle in Essen-Kray aufzubauen.
Häufig war Carl von Hoff bei Grubenunglücken als Experte selbst vor Ort. Schon 1926 wurde ihm daher die Lebensrettungsmedaille am Bande verliehen.
Nach dem 8. August 1956 wurde er auch zu dem schrecklichen Unglück in der belgischen Grube Bois du Cazier hinzugerufen. 262 Bergleute starben – es heißt aber, dass Carl von Hoffs Wissen und seine Geräte für viele Angehörige der Grubenwehr bei deren Rettungsversuchen überlebenswichtig waren. Dafür wurde er vom belgischen König Baudouin 1959 ausgezeichnet.

## Auszeichnungen
- Lebensrettungsmedaille am Bande
- Ritterkreuz des Leopoldsordens
- Ritterkreuz des Verdienstordens der Italienischen Republik (?)
- Großes Verdienstkreuz des Verdienstordens der Bundesrepublik Deutschland